# Big Bend (hrabstwo Waukesha)
Big Bend – wieś w Stanach Zjednoczonych, w stanie Wisconsin, w hrabstwie Waukesha.